# Бертенс, Кики
Кики Бертенс (нидерл. Kiki Bertens; род. 10 декабря 1991, Ватеринген, Нидерланды) — нидерландская теннисистка; полуфиналистка одного турнира Большого шлема в одиночном разряде (Открытый чемпионат Франции-2016); финалистка Финала тура WTA (2017) в парном разряде; победительница 20 турниров WTA (из них 10 в одиночном разряде); бывшая четвёртая ракетка мира в одиночном разряде.

## Общая информация
Кики — одна из трёх дочерей Роба и Доре Бертенсов; её сестёр зовут Джойс и Дейзи.
Бертенс замужем: у неё и её супруга Ремко де Рейке есть двое совместных детей — сын Матс (род.2022) и дочь (род.2024).

## Спортивная карьера

### Начало карьеры (первый титул WTA)
Нидерландка пришла в теннис в шесть лет. На корте Бертенс предпочитает вести агрессивные действия у задней линии. Любимые покрытия — грунт и хард.
Первых побед на турнирах из цикла ITF Бертенс добилась в 2009 году. В этом году она выиграла два титула в одиночках и пять в парном на турнирах ITF с минимальным призовым фондом в 10 000 долларов. В 2010 году она прибавила к этому по одной победе в одиночках и парах на 10-тысячниках и победила на 25-тысячнике в парном разряде. В феврале 2011 года Кики дебютировала в составе сборной Нидерландов в отборочных раундах Кубка Федерации. В июне того же года в возрасте 19-ти лет она дебютировала в WTA-туре, получив специальное приглашение на турнир в Хертогенбосе. В первой своей игре на таком уровне Бертенс проиграла итальянке Саре Эррани. В августе она выиграла 25-тысячник ITF у себя на родине. В парном разряде она также взяла 25-тысячник, а в конце сезона выиграла 50-тысячник в Исманинге.
В марте 2012 года Бертенс выиграл два 25-тысячника ITF. В апреле она громко заявила о себе, выиграв свой дебютный титул WTA. Находясь на 149-м месте в рейтинге на начало турнира в Фесе, Кики успешно преодолела квалификацию и неожиданно выиграла всех своих соперниц на пути к титулу. Среди тех кого она переиграла оказались, тогда ещё начинающие свой путь на вершины рейтинга Гарбинье Мугурусу и Симону Халеп. В финале Бертенс в двух сетах обыграла ещё одну неожиданную финалистку Лауру Поус-Тио — 7-5, 6-0. Этот успех позволил голландке войти в Топ-100 мирового рейтинга. В мае через квалификацию Бертенс отобралась на первый в карьере турнир серии Большого шлема — Открытый чемпионат Франции, где в первом раунде она проиграла американке Кристине Макхейл. На первом в карьере Уимблдонском турнире Кики сделала шаг в период и вышла во второй раунд. Такого же результата она добилась и на дебютном Открытом чемпионате США. В сентябре Бертенс сыграла в четвертьфинале на турнире в Сеуле. По итогам сезона она заняла 63-е место в женском одиночном рейтинге.
В январе 2013 года Бертнес вышла в четвертьфинал в Окленде. В феврале она неплохо сыграла на Премьер-турнире в Париже. Она попала на турнир в качестве лаки-лузера и смогла обыграть Тамиру Пашек, Доминику Цибулкову и Луцию Шафаржову. В полуфинале она не доиграла матч с седьмой ракеткой мира Сарой Эррани из-за травмы спины. Ей же Кики проиграла в четвертьфинале турнира в Акапулько. В апреле она сыграла в 1/4 финала турнира в Марракеше.

### 2014—2016 (полуфинал на Ролан Гаррос)

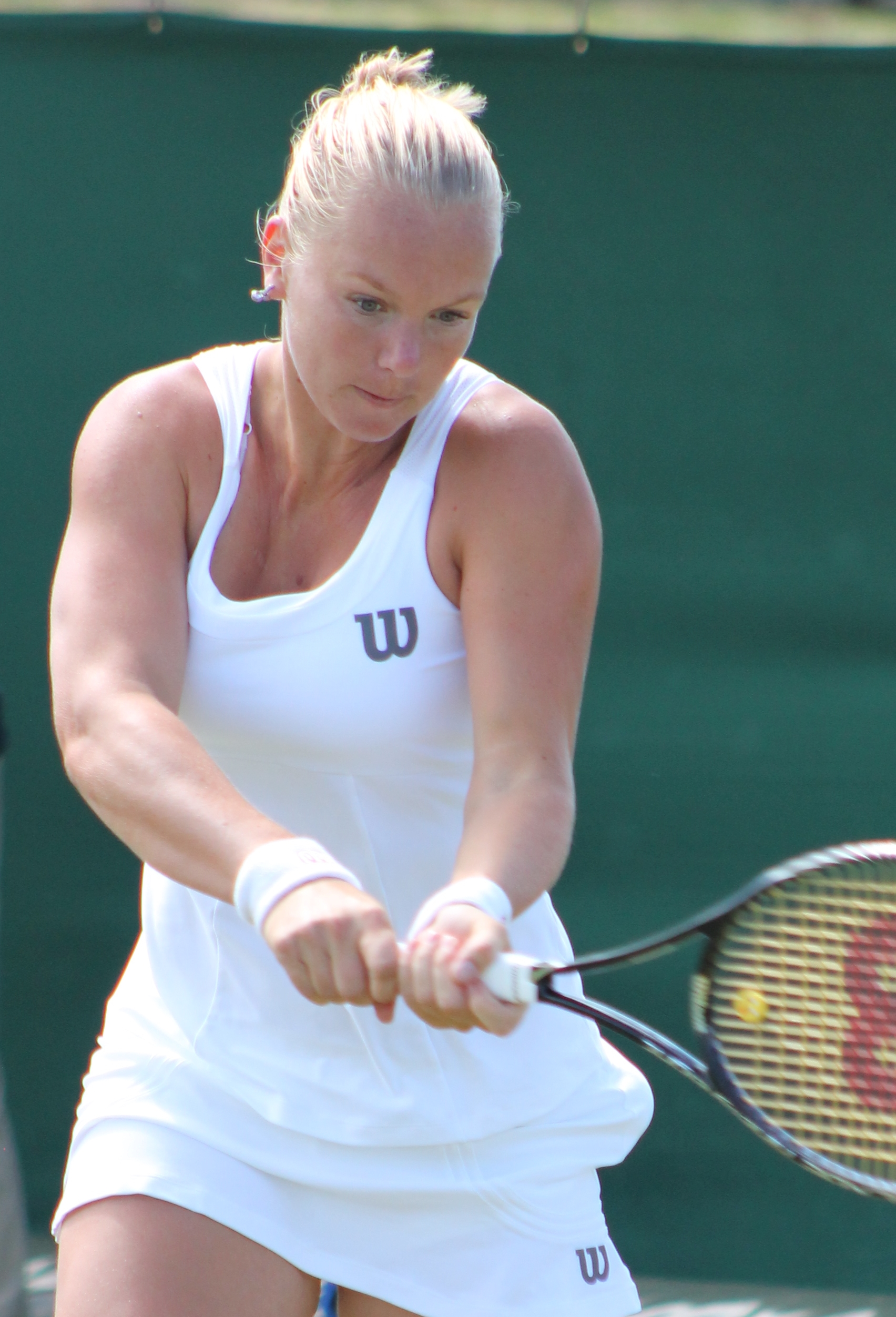
Бертенс на Уимблдонском турнире 2014 года

В феврале 2014 года Кики потеряла место в Топ-100 мирового рейтинга. В мае 2014 года она выиграла парный 100-тысячник ITF в Кань-сюр-Мере в альянсе с шведской теннисисткой Юханной Ларссон. К Открытому чемпионату Франции Кики занимала только 148-е место в рейтинге и ей пришлось пробиваться на турнир через три раунда квалификации. Бертенс это удалось сделать и уже в основном турнире она смогла продвинуться до стадии четвёртого раунда — лучшее её выступление на Больших шлемах на тот момент. Этот результат позволил Кики вернуться в первую сотню рейтинга. В октябре она вышла в четвертьфинал турнира в Люксембурге.
Сезон 2015 года Бертенс начала с выигрыша парного трофея на турнире в Хобарте, разделив свой успех с Юханной Ларссон. Их партнёрство оказалось успешным и на Открытом чемпионате Австралии в женском парном разряде они достигли четвертьфинала. После Ролан Гаррос, где нидерландка выбыла в первом раунде, она вновь покинула пределы первой сотни женского рейтинга. В июне Бертенс вышла в полуфинал турнира на траве в Хертогенбосе. В июле Бертенс совместно с Ларссон взяла парный приз на турнире в Бостаде. Летом Кики из-за низкого рейтинга играет на турнирах цикла ITF и побеждает на 25-тысячнике в одиночках и 75-тысячнике в парах.
Успешный для себя сезон 2016 года Бертенс начинает в качестве 101-й ракетки мира. Начав турнир в Хобарте с квалификации, она вышла в четвертьфинал. В апреле она добралась до полуфинала турнира в Рабате. В мае с перерывом в четыре года Кики взяла второй одиночный трофей WTA. На грунтовом турнире в Нюрнберге, который состоялся за неделю до Ролан Гаррос, Бертенс начинала с квалификации и во втором раунде встретилась с седьмой ракеткой мира Робертой Винчи. Обыграв итальянку со счётом 6-4, 7-6(4), она одержала первую в карьере победу на представительницей Топ-10. В финале Бертенс смогла нанести поражение колумбийской теннисистке Мариане Дуке-Мариньо — 6-2, 6-2. Также она взяла титул и в парном разряде, разделив успех с Юханной Ларссон. Набрав хорошую форму, Кики отправилась на Ролан Гаррос. В соперницы по первому раунду ей досталась третья ракетка мира Анжелика Кербер. Бертенс одержала победу над своей сильной соперницей в трёх сетах (6-2, 3-6, 6-3). Далее она прошла Камилу Джорджи и вышла на № 29 посева Дарью Касаткину. Против россиянки Кики сыграла тяжелый матч и выиграла со счётом 6-2 3-6 10-8. Дальше на её пути встретилась № 15 посева Мэдисон Киз, которую Бертенс прошла со счётом 7-6(4), 6-3. В четвертьфинале она сыграла против девятой ракетки мира Тимеи Бачински и вновь одержала победу (7-5, 6-2). Таким образом, 24-летняя теннисистка из Нидерландов впервые смогла попасть в полуфинал Большого шлема. Здесь её соперницей стала лидер мировой классификации Серена Уильямс и Бертенс уступила фаворитке турнира со счётом 6-7(7), 4-6. После турнира она поднялась с 58-го на 27-е место в женском рейтинге. В парном розыгрыше Ролан Гаррос Бертенс и Ларссон смогли дойти до 1/4 финала.
На Уимблдонском турнире 2016 года Бертенс вышла в третий раунд, где проиграла № 5 в мире Симоне Халеп. В июле она вышла в финал турнира в Гштаде. обыграв в полуфинале первую сеянную на турнире Тимею Бачински. В решающем матче Бертенс являлась фавориткой, однако проиграла 105-й ракетке мира Виктории Голубич — 6-4, 3-6, 4-6. В августе Кики сыграла на первых для себя Олимпийских играх, которые проводились в Рио-де-Жанейро. В матче первого раунда она проиграла итальянке Саре Эррани. Также Бертенс выступила и в миксте в команде с Жан-Жюльеном Ройером. В октябре Бертенс и Ларссон выиграли два парных титула подряд на турнирах в Линце и Люксембурге. На турнире в Люксембурге Кики также вышла в полуфинал в одиночных соревнованиях. Сезон 2016 года она завершает на 22-й строчке рейтинга.

### 2017—2018 (топ-10 и 1/4 на Уимблдоне)

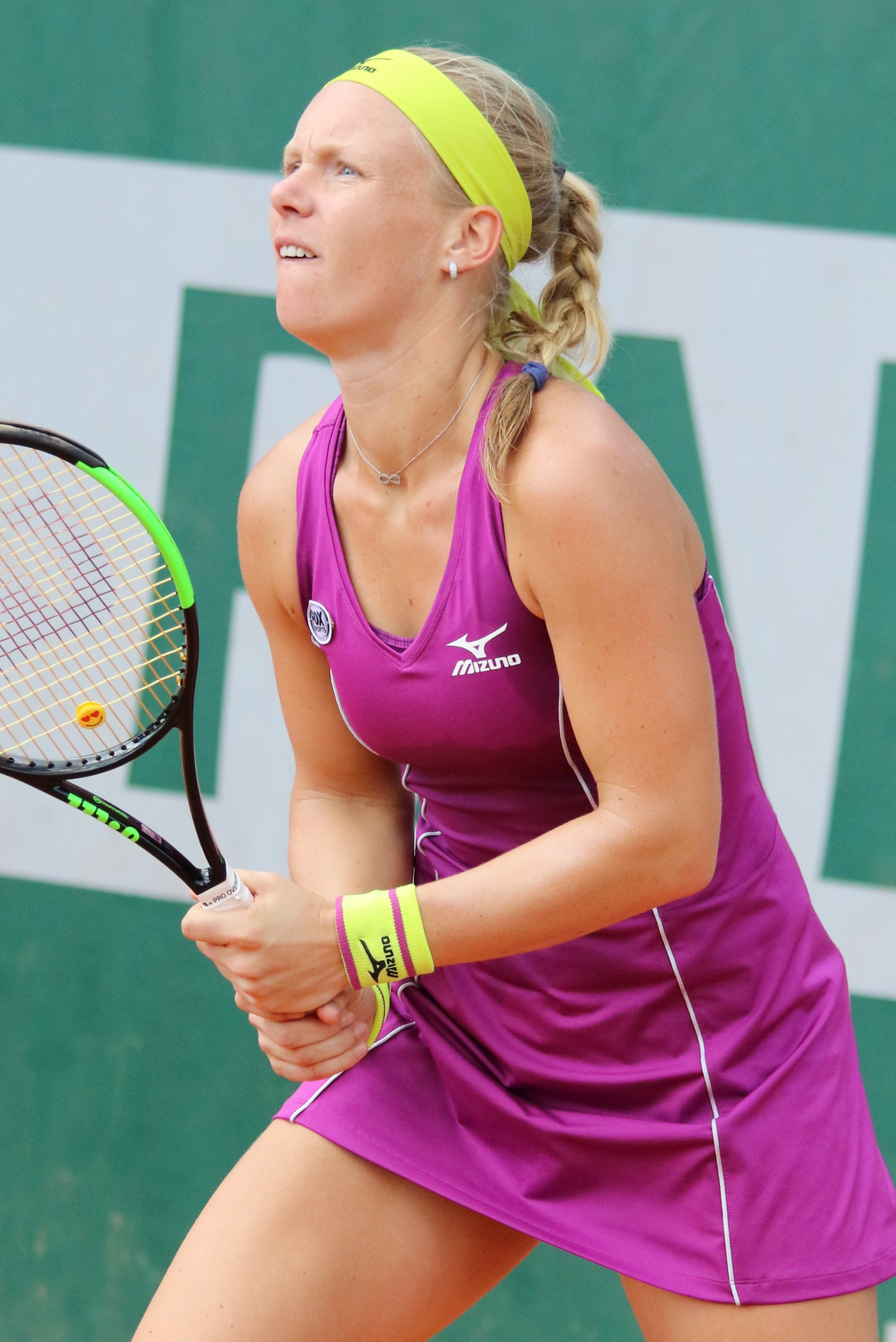
Бертенс на Ролан Гаррос 2018 года

На старте сезона 2017 года Бертенс и Ларссон завоевали парный приз турнира в Окленде. На турнире в Хобарте голландка вышла в четвертьфинал и впервые вошла в Топ-20 мирового рейтинга. В апреле она ещё раз вышла в четвертьфинал на турнире в Боготе. В 1/4 финала Бертенс прошла и на премьер-турнире в Мадриде в мае. Ещё на одном престижном грунтовом турнире в Риме Кики пробралась на ступень выше и прошла в полуфинал. Через неделю после этого она смогла защитить свой прошлогодний титул на турнире в Нюрнберге. В финале Бертенс обыграла неожиданную на этой стадии оппонентку — 254-ю ракетку мира Барбору Крейчикову со счётом 6-2, 6-1. Несмотря на неплохие результаты грунтовой части сезона, на Ролан Гаррос она потерпела поражение уже во втором раунде от американки Кэтрин Беллис.
В июле Бертенс сделал победный дубль на турнире в Гштаде. В одиночном розыгрыше она в финале обыграла Анетт Контавейт — 6-4, 3-6, 6-1. В парном разряде Кики, как и все предыдущие парные титулы WTA, выиграла, выступив совместно с Юханной Ларссон. Вторую часть сезона 2017 года в одиночном разряде Бертенс играла слабее чем в первой. После титула в Гштаде она сыграла девять турниров, на которых только один раз (в Люксембурге) смогла выйти в четвертьфинал. В парном разряде совместно с Ларссон за этот период она смогла выиграть ещё два титула — осенью в Сеуле и Линце. В концовке сезона их дуэт сыграл на Итоговом турнире, где они смогли выйти в финал. В решающем матче они проиграли паре Тимея Бабош и Андреа Главачкова со счётом 6-4 4-6 [5-10]. В парном разряде Бертенс впервые финишировала в топ-20 по итогам сезона, заняв 19-ю строчку.
Сезон 2018 года стал самым результативным в карьере Бертенс. Старт сезона однако у неё не получился. Она отметилась одним титулом в парном разряде в январе на турнире в Брисбене в дуэте с Деми Схюрс. На Открытом чемпионате Австралии в одиночном разряде Кики сумела дойти до третьего круга, в котором проиграла 2-й сеянной Каролине Возняцки. Отличные результаты пришли к спортсменке из Нидерландов с началом грунтовой части сезона. В апреле она выиграла первый одиночный титул серии Премьер. На турнире в Чарлстоне Бертенс легко добралась до полуфинала, где в тяжелом матче обыграла американку Мэдисон Киз (6-4, 6-7, 7-6). Финал был уже не таким трудным и Кики разгромила немку Юлию Гёргес со счётом 6-2, 6-1. В мае она прекрасно выступила на крупном турнире в Мадриде. В третьем раунде была обыграна вторая ракетка мира Каролина Возняцки с крупным счётом (6-2, 6-2). В 1/4 финала в трёх сетах была пройдена Мария Шарапова, а в полуфинале разгромлена № 7 в мире на тот момент Каролин Гарсия. В финале престижного соревнования Бертенс смогла навязать борьбу Петре Квитовой, однако проиграла ей в трёх сетах. Благодаря выступлению в Мадриде, Кики поднялась на 15-е место в рейтинге. После этих результатов произошёл спад и на Открытом чемпионате Франции она проиграла в третьем раунде Анжелике Кербер.
На Уимблдонском турнире 2018 года Бертенс впервые смогла пробиться в четвертьфинал, обыграв для этого в том числе двух представительниц топ-10 (Винус Уильямс и Каролину Плишкову. В матче за выход в полуфинал она уступила Юлии Гёргес в трёх сетах. Североамериканский отрезок на харде Бертенс начала с выхода в четвертьфинал на турнире серии Премьер 5 в Монреале, где вновь смогла выиграть двух теннисисток из топ-10 (Плишкову и Квитову). Триумфально завершился для Бертенс следующий турнир аналогичного статуса в Цинциннати. Она смогла выиграть титул и обыграть сразу четырёх теннисисток из топ-10: во втором раунде на отказе соперницы № 2 в мире Каролину Возняцки, в 1/4 финала № 7 Элину Свитолину, в 1/2 финала № 6 Петру Квитову и в финале впервые в карьере первую ракетку мира — Симону Халеп. Однако, несмотря на хорошую форму, на Открытом чемпионате США Кики неожиданно проиграла в третьем раунде Маркете Вондроушовой из Чехии.
В сентябре на турнире в Сеуле Бертенс выиграла третий в сезоне титул, переиграв в финале Айлу Томлянович из Австралии. 8 октября она впервые поднялась в рейтинге в топ-10. К концу сезона она поднялась на 9-ю строчку и стала последней по рейтингу теннисисткой кому удалось попасть на Итоговый турнир. Кики начала выступления с победы над Анжеликой Кербер, но во втором матче она проиграла Слоан Стивенс. Третий матч закончился досрочно, после первого выигранного Бертенс сета, из-за отказа Наоми Осака продолжить встречу. В итоге Бертенс смогла пройти в полуфинал, в котором проиграла чемпионке того розыгрыша турнира Элине Свитолиной. Сезон теннисистка из Нидерландов завершила на 9-м месте. По его итогам она получила награду WTA за лучший «Прогресс года». Она смогла за год 12 раз обыграть теннисисток из топ-10.

### 2019—2021 (№ 4 в мире и завершение карьеры)

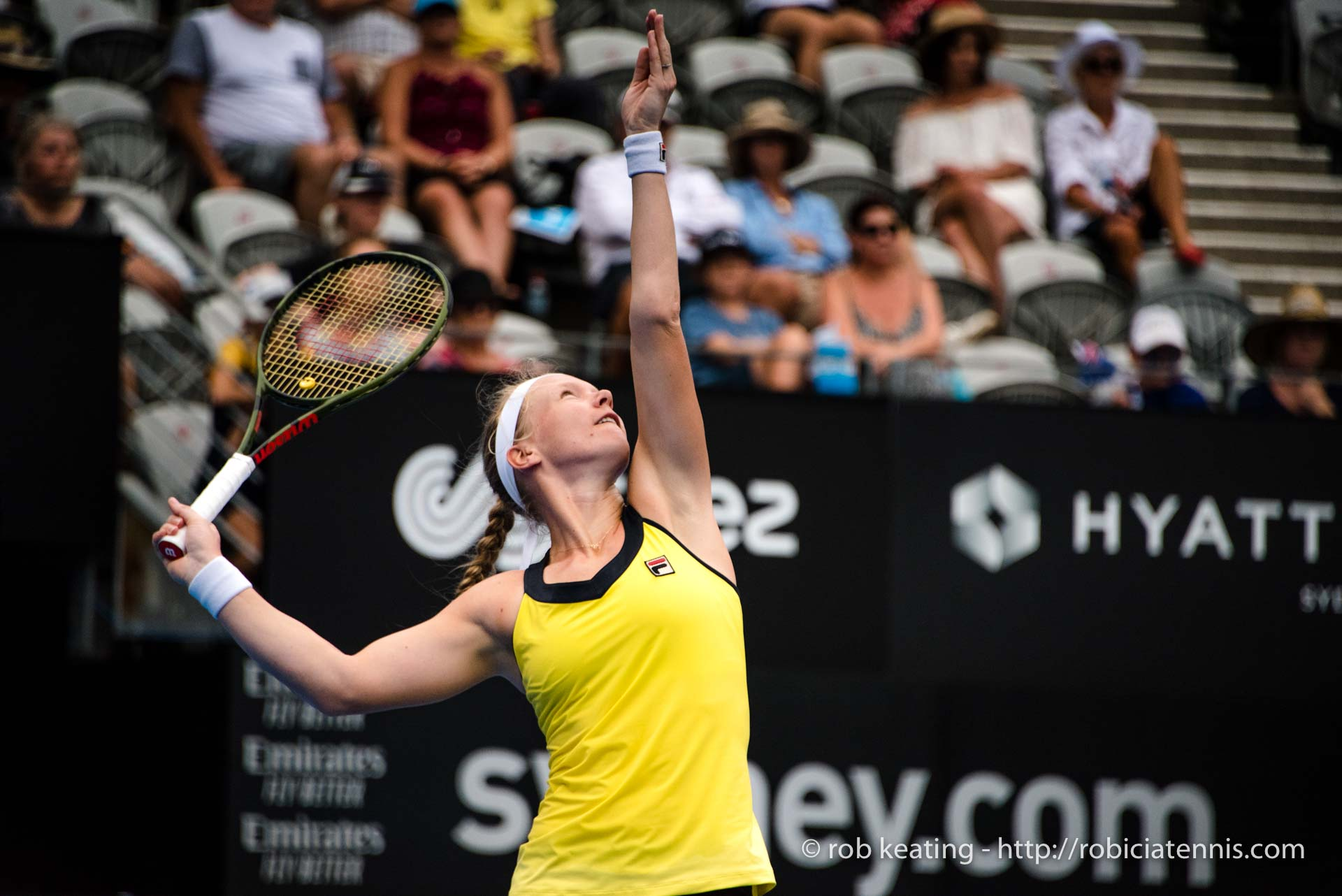
На турнире в Сиднее 2019 года

В январе 2019 года Бертенс сыграла в полуфинале турнира в Сиднее, а на Открытом чемпионате Австралии проиграла уже во втором раунде. После этого она отправилась на зальный турнир в Санкт-Петербурге, где в решающих матчах обыграла Арину Соболенко и Донну Векич, завоевав главный приз. На следующем для себя турнире в Дохе она вышла в четвертьфинал, а на связке крупных хардовых турнирах в марте: в Индиан-Уэлсе и Майами проигрывала на стадии четвёртого раунда.
Перейдя на грунт в апреле 2019 года Бертенс вышла в полуфинал турнира в Штутгарте, обыграв в 1/4 финала № 5 в мире Анжелику Кербер. В борьбе за выход в финал она проиграла в трёх сетах теннисистке из Чехии Петре Квитовой. В мае Бертенс смогла выиграть самый серьёзный титул в своей карьере, став чемпионкой Премьер-турнира высшей категории в Мадриде. В решающих раундах она обыграла трёх теннисисток из топ-10: в 1/4 финала № 2 Петру Квитову, в 1/2 финала № 8 Слоан Стивенс и в финале № 3 в мире и двукратную победительницу этого турнира Симону Халеп. За весь турнир Бертенс не проиграла ни сета и смогла, благодаря этому успеху, подняться на самое высокое место в рейтинге за всю карьеру, заняв четвёртое место. На турнире серии Премьер 5 в Риме она смогла выйти в полуфинал. Однако на Ролан Гаррос она не смогла доиграть матч второго раунда против Виктории Кужмовой и покинула турнир. В июне при подготовке к Уимблдону Бертенс сыграла два турнира на траве. В Хертогенбосе она смогла выйти в финал, в котором уступила Алисон Риск, а в Истборне, переиграв Арину Соболенко вышла в полуфинал, в котором не смогла совладать с Каролиной Плишковой. Сам же Уимблдон завершился для Кики поражением в третьем раунде от Барборы Стрыцовой.
Перед переездом на турниры в США в конце июля она сыграла на небольшом грунтовом турнире в Палермо и добралась там до финала. Североамериканские турниры завершились для Бертенс потерей рейтинговых очков. На Открытом чемпионате США она проиграла во третьем раунде немке Юлии Гёргес в двух сетах и начала осень на 8-м месте рейтинга. Главным успехом этой части сезона стал для неё выход в полуфинал крупного турнира в Пекине после победы в 1/4 финала над третьей ракеткой мира Элиной Свитолиной. В борьбе за выход в финал она уступила лидеру мирового рейтинга Эшли Барти. В октябре после двух четвертьфиналов в Линце и Москве Бертенс в качестве 10-й ракетки мира отправилась на второй по значимости итоговый турнир — Трофей элиты WTA. На нём она смогла доиграть до финала, в котором проиграла Арине Соболенко со счётом 4-6, 2-6. Затем Бертенс в качестве запасной теннисистки отправилась на главный Итоговый турнир в Шэньчжэне и заменила, выбывшую из-за травмы, Наоми Осаку. Она сыграла два оставшихся матча в группе и смогла обыграть первую ракетку мира Эшли Барти (3-6, 6-3, 6-4), но затем не смогла доиграть матч и уступила Белинде Бенчич, которая и вышла в полуфинал. По итогам сезона Бертенс заняла 9-е место рейтинга.
Сезон 2020 года Бертенс начала с турнира в Брисбене, на котором прошла в четвертьфинал. На Открытом чемпионате Австралии она дошла до четвёртого круга, где проиграла будущей финалистке, Гарбинье Мугурусе. В феврале она второй год подряд выиграла турнир в Санкт-Петербурге, обыграв в финале Елену Рыбакину. После паузы в сезоне Бертенс сыграла на Открытом чемпионате Франции и доиграла до четвёртого раунда. Третий сезон подряд она финишировала на 9-м месте рейтинга.
Старт сезона 2021 года Бертенс пропустила из-за восстановления после операции на ноге. На корт она вернулась в марте, однако былые результаты вернуть не смогла, проигрывая в первых раундах всех турниров. В июле она объявила, что завершает профессиональную карьеру и её последним выступлением станут матчи на Олимпийских играх в Токио. Бертенс сыграла на Олимпиаде в одиночном (поражение в первом раунде) и парном разряде (поражение во втором раунде в паре с Деми Схюрс). Профессиональную карьеру она закончила в возрасте 29 лет.

## Итоговое место в рейтинге WTA по годам
| Год  | Одиночный рейтинг | Парный рейтинг |
| 2020 | 9                 | 116            |
| 2019 | 9                 | 178            |
| 2018 | 9                 | 43             |
| 2017 | 31                | 19             |
| 2016 | 22                | 37             |
| 2015 | 101               | 38             |
| 2014 | 69                | 251            |
| 2013 | 87                | 326            |
| 2012 | 63                | 296            |
| 2011 | 184               | 195            |
| 2010 | 230               | 312            |
| 2009 | 569               | 519            |
| 2008 | 973               | 1008           |

По данным официального сайта WTA.

## Выступления на турнирах

### Финалы Итоговых турнировWTAв одиночном разряде (1)

#### Поражения (1)
| №  | Год  | Турнир           | Покрытие | Соперница в финале | Счёт    |
| 1. | 2019 | Трофей элиты WTA | Хард     | Арина Соболенко    | 4-6 2-6 |

### Финалы турнировWTAв одиночном разряде (15)

#### Победы (10)
| Легенда:                    |
| --------------------------- |
| Турниры Большого шлема (0)* |
| Олимпиада (0)               |
| Итоговый турнир WTA (0)     |
| Трофей элиты WTA (0)        |
| Premier Mandatory (1)       |
| Premier 5 (1)               |
| Premier (3+1)               |
| International (5+9)         |

| Титулы по покрытиям | Титулы по месту проведения матчей турнира |
| ------------------- | ----------------------------------------- |
| Хард (4+7)*         | Зал (2+3)                                 |
| Грунт (6+3)         | Зал (2+3)                                 |
| Трава (0)           | Открытый воздух (8+7)                     |
| Ковёр (0)           | Открытый воздух (8+7)                     |

* количество побед в одиночном разряде + количество побед в парном разряде.
| №   | Дата             | Турнир                      | Покрытие   | Соперница в финале   | Счёт           |
| 1.  | 28 апреля 2012   | Фес, Марокко                | Грунт      | Лаура Поус Тио       | 7-5 6-0        |
| 2.  | 21 мая 2016      | Нюрнберг, Германия          | Грунт      | Мариана Дуке Мариньо | 6-2 6-2        |
| 3.  | 27 мая 2017      | Нюрнберг, Германия (2)      | Грунт      | Барбора Крейчикова   | 6-2 6-1        |
| 4.  | 23 июля 2017     | Гштад, Швейцария            | Грунт      | Анетт Контавейт      | 6-4 3-6 6-1    |
| 5.  | 8 апреля 2018    | Чарлстон, США               | Грунт      | Юлия Гёргес          | 6-2 6-1        |
| 6.  | 19 августа 2018  | Цинциннати, США             | Хард       | Симона Халеп         | 2-6 7-6(6) 6-2 |
| 7.  | 23 сентября 2018 | Сеул, Южная Корея           | Хард       | Айла Томлянович      | 7-6(2) 4-6 6-2 |
| 8.  | 3 февраля 2019   | Санкт-Петербург, Россия     | Хард (зал) | Донна Векич          | 7-6(2) 6-4     |
| 9.  | 11 мая 2019      | Мадрид, Испания             | Грунт      | Симона Халеп         | 6-4 6-4        |
| 10. | 16 февраля 2020  | Санкт-Петербург, Россия (2) | Хард (зал) | Елена Рыбакина       | 6-1 6-3        |

#### Поражения (5)
| №  | Дата            | Турнир                  | Покрытие | Соперница в финале | Счёт           |
| 1. | 17 июля 2016    | Гштад, Швейцария        | Грунт    | Виктория Голубич   | 6-4 3-6 4-6    |
| 2. | 12 мая 2018     | Мадрид, Испания         | Грунт    | Петра Квитова      | 6-7(6) 6-4 3-6 |
| 3. | 16 июня 2019    | Хертогенбос, Нидерланды | Трава    | Алисон Риск        | 6-0 6-7(3) 5-7 |
| 4. | 28 июля 2019    | Палермо, Италия         | Грунт    | Джил Тайхманн      | 6-7(3) 2-6     |
| 5. | 27 октября 2019 | Трофей элиты WTA        | Хард     | Арина Соболенко    | 4-6 2-6        |

### Финалы турнировITFв одиночном разряде (11)

#### Победы (7)
| Легенда:           |
| ------------------ |
| 100.000 USD (0+1)* |
| 75.000 USD (0+1)   |
| 50.000 USD (0+1)   |
| 25.000 USD (4+2)   |
| 10.000 USD (3+6)   |

| Титулы по покрытиям | Титулы по месту проведения матчей турнира |
| ------------------- | ----------------------------------------- |
| Хард (2+2)*         | Зал (1+3)                                 |
| Грунт (5+8)         | Зал (1+3)                                 |
| Трава (0)           | Открытый воздух (6+8)                     |
| Ковёр (0+1)         | Открытый воздух (6+8)                     |

* количество побед в одиночном разряде + количество побед в парном разряде.
| №  | Дата            | Турнир                | Покрытие   | Соперница в финале   | Счёт        |
| 1. | 6 сентября 2009 | Алмере, Нидерланды    | Грунт      | Ангелика ван дер Мет | 6-2 6-4     |
| 2. | 4 октября 2009  | Анталья, Турция       | Грунт      | Нанули Пипия         | 6-2 6-2     |
| 3. | 27 июня 2010    | Роттердам, Нидерланды | Грунт      | Даниэлла Хармсен     | 6-4 6-2     |
| 4. | 14 августа 2011 | Коксейде, Нидерланды  | Грунт      | Елица Костова        | 6-2 6-1     |
| 5. | 11 марта 2012   | Ирапуато, Мексика     | Хард       | Ярослава Шведова     | 6-4 2-6 6-1 |
| 6. | 25 марта 2012   | Бат, Великобритания   | Хард (зал) | Анника Бек           | 6-4 3-6 6-3 |
| 7. | 9 августа 2015  | Коксейде, Бельгия     | Грунт      | Миртиль Жорж         | 3-6 6-2 6-3 |

#### Поражения (4)
| №  | Дата            | Турнир               | Покрытие | Соперница в финале   | Счёт           |
| 1. | 14 июня 2009    | Апелдорн, Нидерланды | Грунт    | Натали Пикьон        | 3-6 2-6        |
| 2. | 28 февраля 2010 | Портиман, Португалия | Хард     | Клаудиа Джовине      | 6-3 2-6 6-7(1) |
| 3. | 13 июня 2010    | Апелдорн, Нидерланды | Грунт    | Ангелика ван дер Мет | 5-7 3-6        |
| 4. | 15 августа 2010 | Коксейде, Нидерланды | Грунт    | Катажина Питер       | 4-6 4-6        |

### Финалы Итогового турнираWTAв парном разряде (1)

#### Поражения (1)
| №  | Год  | Место    | Покрытие   | Партнёрша      | Соперницы в финале            | Счёт           |
| 1. | 2017 | Сингапур | Хард (зал) | Юханна Ларссон | Тимея Бабош Андреа Главачкова | 6-4 4-6 [5-10] |

### Финалы турнировWTAв парном разряде (16)

#### Победы (10)
| №   | Дата             | Турнир                 | Покрытие   | Партнёрша      | Соперницы в финале                       | Счёт              |
| 1.  | 17 января 2015   | Хобарт, Австралия      | Хард       | Юханна Ларссон | Виталия Дьяченко Моника Никулеску        | 7-5 6-3           |
| 2.  | 19 июля 2015     | Бостад, Швеция         | Грунт      | Юханна Ларссон | Татьяна Мария Ольга Савчук               | 7-5 6-4           |
| 3.  | 21 мая 2016      | Нюрнберг, Германия     | Грунт      | Юханна Ларссон | Сюко Аояма Рената Ворачова               | 6-3 6-4           |
| 4.  | 16 октября 2016  | Линц, Австрия          | Хард (зал) | Юханна Ларссон | Анна-Лена Грёнефельд Квета Пешке         | 4-6 6-2 [10-7]    |
| 5.  | 22 октября 2016  | Люксембург             | Хард (зал) | Юханна Ларссон | Моника Никулеску Патрича Мария Циг       | 4-6 7-5 [11-9]    |
| 6.  | 7 января 2017    | Окленд, Новая Зеландия | Хард       | Юханна Ларссон | Рената Ворачова Деми Схюрс               | 6-2 6-2           |
| 7.  | 23 июля 2017     | Гштад, Швейцария       | Грунт      | Юханна Ларссон | Виктория Голубич Нина Стоянович          | 7-6(4) 4-6 [10-7] |
| 8.  | 24 сентября 2017 | Сеул, Южная Корея      | Хард       | Юханна Ларссон | Луксика Кумкхум Пеангтарн Плипыч         | 6-4 6-1           |
| 9.  | 15 октября 2017  | Линц, Австрия (2)      | Хард (зал) | Юханна Ларссон | Натела Дзаламидзе Ксения Кнолль          | 3-6 6-3 [10-4]    |
| 10. | 6 января 2018    | Брисбен, Австралия     | Хард       | Деми Схюрс     | Андрея Клепач Мария Хосе Мартинес Санчес | 7-5 6-2           |

#### Поражения (6)
| №  | Дата             | Турнир                      | Покрытие   | Партнёрша        | Соперницы в финале                            | Счёт              |
| 1. | 27 сентября 2015 | Сеул, Южная Корея           | Хард       | Юханна Ларссон   | Лара Арруабаррена Андрея Клепач               | 6-2 3-6 [6-10]    |
| 2. | 27 февраля 2016  | Акапулько, Мексика          | Хард       | Юханна Ларссон   | Анабель Медина Гарригес Аранча Парра Сантонха | 0-6 4-6           |
| 3. | 17 июня 2017     | Хертогенбос, Нидерланды     | Трава      | Деми Схюрс       | Кирстен Флипкенс Доминика Цибулкова           | 6-4 4-6 [6-10]    |
| 4. | 29 октября 2017  | Финал тура WTA              | Хард (зал) | Юханна Ларссон   | Тимея Бабош Андреа Главачкова                 | 6-4 4-6 [5-10]    |
| 5. | 16 июня 2018     | Хертогенбос, Нидерланды (2) | Трава      | Кирстен Флипкенс | Элизе Мертенс Деми Схюрс                      | 3-3 — отказ       |
| 6. | 12 января 2020   | Брисбен, Австралия          | Хард       | Эшли Барти       | Се Шувэй Барбора Стрыцова                     | 6-3 6-7(7) [8-10] |

### Финалы турнировITFв парном разряде (13)

#### Победы (11)
| №   | Дата            | Турнир                    | Покрытие    | Партнёрша        | Соперницы в финале                     | Счёт           |
| 1.  | 31 июля 2009    | Бре, Бельгия              | Грунт       | Кверина Лемойне  | Ан-Софи Местах Деми Схюрс              | 6-1 6-0        |
| 2.  | 7 августа 2009  | Ребек, Бельгия            | Грунт       | Николь Тейссен   | Патрича Киря Валентина Сульпицио       | 6-2 7-5        |
| 3.  | 6 сентября 2009 | Алмере, Нидерланды        | Грунт       | Николь Тейссен   | Ким Килсдонк Даниэлла Хармсен          | 4-6 6-2 [10-4] |
| 4.  | 3 октября 2009  | Анталья, Турция           | Грунт       | Маркелла Кук     | Сильвия Загорская Барбара Собашкевич   | 6-4 0-6 [10-4] |
| 5.  | 14 ноября 2009  | Джерси, Великобритания    | Хард (зал)  | Даниэлла Хармсен | Тимея Бабош Малу Эйдесгард             | 7-5 7-5        |
| 6.  | 21 марта 2010   | Анталья, Турция           | Грунт       | Даниэлла Хармсен | Фатима ан-Набхани Андреа Кох Бенвенуто | 6-2 6-4        |
| 7.  | 2 октября 2010  | Хельсинки, Финляндия      | Хард (зал)  | Ришел Хогенкамп  | Юлия Бейгельзимер Кристина Младенович  | 6-3 7-5        |
| 8.  | 5 августа 2011  | Монтерони-д'Арбия, Италия | Грунт       | Николь Роттманн  | Джоя Барбьери Анастасия Гримальская    | 6-0 6-3        |
| 9.  | 6 ноября 2011   | Исманинг, Германия        | Ковёр (зал) | Энн Кеотавонг    | Кристина Барруа Ивонн Мойсбургер       | 6-3 6-3        |
| 10. | 11 мая 2014     | Кань-сюр-Мер, Франция     | Грунт       | Юханна Ларссон   | Татьяна Буа Даниэла Сегель             | 7-6(4) 6-4     |
| 11. | 2 августа 2015  | Собота, Польша            | Грунт       | Ришел Хогенкамп  | Корнелия Листер Елена Остапенко        | 7-6(2) 6-4     |

#### Поражения (2)
| №  | Дата           | Турнир                   | Покрытие   | Партнёрша       | Соперницы в финале                             | Счёт           |
| 1. | 23 января 2011 | Андрезье-Бутеон, Франция | Хард (зал) | Ришел Хогенкамп | Валерия Савиных Дарья Юрак                     | 3-6 6-7(0)     |
| 2. | 1 октября 2011 | Мадрид, Испания          | Грунт      | Элин Буйкенс    | Хеорхина Гарсия Перес Росио де ла Торре Санчес | 7-5 4-6 [8-10] |

## История выступлений на турнирах
| Турнир                       | 2011          | 2012          | 2013          | 2014          | 2015          | 2016   | 2017          | 2018          | 2019          | 2020          | 2021  | Итог   | В/П за карьеру |
| ---------------------------- | ------------- | ------------- | ------------- | ------------- | ------------- | ------ | ------------- | ------------- | ------------- | ------------- | ----- | ------ | -------------- |
| Турниры Большого шлема       |               |               |               |               |               |        |               |               |               |               |       |        |                |
| Открытый чемпионат Австралии | -             | К             | 1Р            | 1Р            | 2Р            | 1Р     | 1Р            | 3Р            | 2Р            | 4Р            | -     | 0 / 8  | 7-8            |
| Открытый чемпионат Франции   | К             | 1Р            | 1Р            | 4Р            | 1Р            | 1/2    | 2Р            | 3Р            | 2Р            | 4Р            | 1Р    | 0 / 10 | 15-10          |
| Уимблдонский турнир          | -             | 2Р            | 1Р            | К             | 1Р            | 3Р     | 1Р            | 1/4           | 3Р            | НП            | 1Р    | 0 / 8  | 9-8            |
| Открытый чемпионат США       | К             | 2Р            | 1Р            | 1Р            | 2Р            | 1Р     | 1Р            | 3Р            | 3Р            | -             | -     | 0 / 8  | 6-8            |
| Итог                         | 0 / 0         | 0 / 3         | 0 / 4         | 0 / 3         | 0 / 4         | 0 / 4  | 0 / 4         | 0 / 4         | 0 / 4         | 0 / 2         | 0 / 2 | 0 / 34 |                |
| В/П в сезоне                 | 0-0           | 2-3           | 0-4           | 3-3           | 2-4           | 7-4    | 1-4           | 10-4          | 6-4           | 6-2           | 0-2   |        | 37-34          |
| Олимпийские игры             |               |               |               |               |               |        |               |               |               |               |       |        |                |
| Летняя олимпиада             | НП            | -             | Не проводился | Не проводился | Не проводился | 1Р     | Не проводился | Не проводился | Не проводился | Не проводился | 1Р    | 0 / 2  | 0-2            |
| Итоговые турниры года        |               |               |               |               |               |        |               |               |               |               |       |        |                |
| Финал тура WTA               | -             | -             | -             | -             | -             | -      | -             | 1/2           | Группа        | НП            | -     | 0 / 2  | 3-3            |
| Трофей элиты                 | Не проводился | Не проводился | Не проводился | Не проводился | -             | Группа | -             | -             | Ф             | НП            | -     | 0 / 2  | 3-3            |

К — проигрыш в квалификационном турнире.